# Shalana Rodríguez Cruz
Shalana Rodríguez Cruz   (Xinjiang, 2000), coneguda simplement com a Shalana o pel sobrenom shalanazzz, és una tiktoker, presentadora de televisió i mestra catalana d'origen xinès.
Nascuda a la regió xinesa de Xinjiang, amb vuit mesos va ser adoptada i d'aleshores ençà ha viscut al Bages, concretament a Sant Salvador de Guardiola, amb la seva germana (també xinesa i adoptada). A casa van ser educades de forma bilingüe en català i castellà.
De petita, competia en la categoria infantil de natació com a integrant del Club Natació Manresa, que pertany a la Federació Catalana de Natació. De fet, el 2012 va participar en el Programa de Seguiment Juvenil de joves promeses organitzat per la federació, i el 2013 hi va ser convidada novament pel seu bon rendiment. Gràcies a l'experiència adquirida, en l'etapa adulta va poder treballar com a monitora de natació a Sallent.
Va estudiar la primària a Sant Salvador de Guardiola, però després va cursar la secundària i el batxillerat a l'Institut Pius Font i Quer de Manresa. En aquest període, el seu treball de recerca, titulat Les nostres històries, va ser guardonat per la UManresa i va rebre el Premi Recerca Jove de la Generalitat de Catalunya. Més endavant, el 2022, es va llicenciar en Educació Primària per la Universitat Autònoma de Barcelona. En acabat, va fer pràctiques a una escola de Manresa.
Pel que fa a les xarxes socials, s'ha consolidat com a creadora de contingut a TikTok, on acumula 50.000 seguidors. Ha tingut ressò per cantar cançons d'Oques Grasses o Els Amics de les Arts al cotxe, perquè la seva espontaneïtat interpel·la l'audiència. Igualment hi ha difós clips divulgatius on exposa castellanismes habituals en llengua catalana. El juliol del 2023, se li va viralitzar un vídeo en què denunciava la discriminació lingüística següent: pels seus trets asiàtics, els dependents catalanoparlants se li adrecen en castellà, per molt que ella mantingui el català.
Pel que fa a l'activitat televisiva, l'octubre del 2022 va començar a col·laborar en el programa del SX3 Ràndom. Notòriament, ha presentat dos programes de televisió centrats en la llengua catalana i adreçats a un públic jove: Déu n'hi do i Fang!. En primer lloc, Déu n'hi do, produït per RTVE Catalunya, ensenya català genuí a través de l'humor, a més de curiositats com els mots més llargs i aquells que contenen les cinc vocals. D'altra banda, Fang! del SX3, estrenat el 19 d'abril de 2024 és un concurs escolar entorn del bon ús del català, copresentat amb Marc Andreu. En relació amb això, cal destacar que un dels referents lingüístics de Rodríguez és Juliana Canet.